# Fédération européenne de psychanalyse
Pour les articles homonymes, voir FEP.
La Fédération européenne de psychanalyse (FEP) regroupe les sociétés psychanalytiques de quarante-deux pays et vingt langues affiliées à l'API. 

## Histoire
Elle a été créée en 1966 grâce aux efforts de Raymond de Saussure et d'Evelyne Kestemberg. Son travail est, outre le congrès qu'elle organise, d'instiller une réflexion sur les pratiques de formation des psychanalystes de chacune des quarante-deux sociétés qui la composent. 
Son président depuis 2020 est Heribert Blass, membre de l'Association allemande de psychanalyse (de) (DPV).

## Associations membres
- Australian Psychoanalytical Society (APAS)
- Société belge de psychanalyse SBP/BVP
- Belgrade Psychoanalytical Society
- British Psychoanalytical Association (BPA)
- Société britannique de psychanalyse (BPAS)
- Česká psychoanalytická společnost (CPS)
- Dansk Psykoanalytisk Selskab (DPAS)
- Nederlands Psychoanalytisch Genootschap (NPG)
- Nederlandse PsychoAnalytische Group (NPAG)
- Nederlandse Vereniging voor Psychoanalyse (NVPA)
- Finnish Psychoanalytical Society
- Association psychanalytique de France (APF)
- Deutsche Psychoanalytische Vereinigung (DPV)
- Deutsche Psychoanalytische Gesellschaft (DPG)
- Hellenic Psychoanalytical Society
- Association psychanalytique hongroise
- Israel Psychoanalytic Society
- Associazione Italiana di Psicoanalisi (AIPsi)
- Société psychanalytique italienne (SPI)
- Asociacion Psicoanalitica de Madrid (APM)
- Norsk Psykoanalytisk Forening
- Association libanaise pour le développement de la psychanalyse (ALDeP)
- Société psychanalytique de Paris (SPP)
- Société psychanalytique de recherche et de formation (SPRF)
- Polskie Towarzystwo Psychoanalityczne (PTPa)
- Sociedade Portuguesa de Psicanálise (SPP)
- Sociedad Española de Psicoanálisis (SEP)
- Svenska Psykoanalytiska föreningen (SPAF)
- Société suisse de psychanalyse
- Wiener Arbeitskreis für Psychoanalyse (WAP)
- Société psychanalytique de Vienne (WPV)